# 권아솔
권아솔(1986년 8월 22일 ~ )은 대한민국의 종합격투기 선수이다.

## 종합격투기 경력

### 데뷔 과정
일본에서 유학 생활을 하다가 콤3딩언으투기식 입문, 빠른 성장세를 보이며 2년 만에 프로 데뷔전을 가졌다. 프로 데뷔전은 네오 파이트 6회 대회 메인카드 라이트급 매치에서 최승필과 가졌고 2라운드 1분 50초 만에 파운딩에 의한 TKO승을 거뒀다.

### 스피릿 MC
2006년, 8월 스피릿 MC 인터리그 4회 대회 웰터급 토너먼트 16강전에서 김형민을 상대로 두 번째 프로 시합을 가졌고 1라운드 1분 11초 만에 TKO승을 거뒀다. 이 승리로 10월 개최되는 스프릿 MC 9회 대회 웰터급 그랑프리 8강전 진출권을 놓고 마지막 승부를 벌이는 케이블 채널 XTM의 격투기 서바이벌 쇼 《Go! 슈퍼코리안》 시즌 2에 출연, 김행기를 꺽고 김장용 · 강범찬 · 정진석과 함께 스프릿 MC 9회 대회 웰터급 그랑프리 8강전에 직행했지만 훈련 도중 예기치 못한 코뼈 부상을 당하면서 김행기에게 그 자격을 양보하고 챔피언의 꿈을 접어야 했다. 하지만 헤비급 선수와 세계 복싱챔피언을 상대로 보여준 막강한 타격솜씨로 타격스페셜리스트라는 별명까지 얻어냈다.
2006년, 11월 부상 치료 후 스피릿 MC 10회 대회 웰터급 토너먼트 4강전 리저브 매치에 출전, 정진석에게 막강한 타격으로 1라운드 KO승을 거두며 부활을 알렸다. 이어 출전한 괌 대회 FFCF 7회 대회에서도 최강 그래플러를 타격으로 꺾으며 연승을 이어갔다.
2007년, 3월 계속되는 연승 행진으로 스피릿 MC 인터리그 5회 대회에서 초대 스피릿 MC 웰터급 챔피언에 오른 남의철에게 도전할 선수를 가리는 도전자 결정전에 나서게 됐다. 상대 선수는 권아솔과 마찬가지로 스피릿 MC 인터리그 4회 대회 웰터급 토너먼트 16강전에 참가해 주찬란을 맞아 1라운드 12초만에 KO승을 거두며 《Go! 슈퍼코리안》 시즌 2에 출연, 8강 선발전에 참가했지만 고질적인 무릎 부상으로 아쉽게 탈락한 이광희로 2005년 WXF, 네오파이트에서 토너먼트를 석권한 기량을 인정받아 스피릿 MC 인터리그 5회 대회에서 권아솔과 웰터급 타이틀 도전자 결정전을 갖게 됐다. 이광희를 맞아 권아솔은 치열한 난타전을 펼쳤지만 1라운드 2분 24초 만에 KO패 하면서 도전권을 내주고 말았다. 하지만 이광희는 남의철과의 타이틀전을 치를 수 없었다. 남의철이 장기 부상으로 인해 챔피언 자격을 상실했기 때문이다. 이로 인해 이광희는 스프릿 MC 인터리그 6회 대회에서 장덕영을 상대로 1라운드 4분 40초 만에 니킥 KO승을 거두고 도전 자격을 얻어낸 권아솔과 타이틀 결정전을 8월 갖게 됐고, 4라운드 연장까지 가는 접전 끝에 TKO승을 거두며 2대 스피릿 MC 웰터급 챔피언에 등극했다. 권아솔은 이 패배 이후 10월 국내에서 개최된 K-1 히어로스 대회에 참가했으나 패했다.
이후 권아솔은 스피릿 MC에서 단 두 차례의 경기만을 가진 뒤 센고쿠 · 그라찬 · 글레디에이터 · 딥 · 레전드 FC, 원 FC, 그리고 챔피언 벨트도 획득한 바 있는 히트 등 다른 아시아 단체에서 주로 활동하다가 2011년 6월 신생 단체 로드 FC와 전격 다년 계약을 체결했고 10월 25일 강원도 춘천의 102 보충대에 현역 입대했다.

### 로드 FC
2013년, 7월 24일 강원도 백두산 부대 수색대에서 일반 병사로 21개월간 근무한 뒤 전역했고 10월 12일 Road FC 013 대회에서 딥 · 판크라스 등에서 활동하던 일본의 나카무라 코지와 메인이벤트 라이트급 매치를 가졌지만 2라운드 3분 8만에 KO패 했다.
2014년, 모스타파 압둘리히 전(Road FC Korea 001), 지오바니 디니즈 전(Road FC Korea 003)을 모두 승리하며 위기를 탈출했고, 8월 Road FC 017 대회에서 남의철의 UFC 진출로 공석이 된 라이트급 챔피언 자리를 놓고 일본의 구메 다카스케와 타이틀 결정전을 치르는 기회를 갖게 됐다. 이 시합에서 그는 과거의 저돌적인 모습보다 시종일관 침착해진 모습으로 보고 때리고 방어했으며 3라운드에 접어들어 구메 다카스케의 그라운드 기술에 걸려 고전하는 상황에서도 전세를 뒤집으며 파운딩을 퍼부어 2-1 스플릿 판정승을 거두었다. 이 승리로 그는 제 2대 로드 FC 라이트급 챔피언 왕좌에 올랐다.
2015년, 3월 영원한 라이벌 이광희를 상대로 8년 만에 세번째 대결을 벌이며 1차 방어전을 치렀다. 이광희는 군 제대 후 Road FC 016 대회에서 브루노 미란다를 상대로 복귀전을 치렀지만 1라운드 4분 29초만에 KO패 했다. 하지만 4개월 후 벌어진 Road FC 019 대회에서 문기범을 TKO로 잡아내며 권아솔에게 도전장을 내밀었고 주최측이 이것을 받아들였다. 1라운드 중반까지 두 선수는 신중한 경기 운영을 하였으나 중반을 지나면서 강하게 맞부딪쳤다. 그러던 중 권아솔의 정확한 타이밍의 엘보우가 이광희 이마에 적중, 출혈이 일어났고 이것이 승부에 영향을 미치면서 3라운드 1분 12초만에 닥터 스탑 TKO로 권아솔이 승리했다. 권아솔에게 있어 이 경기는 8년 만의 복수와 1차 방어 성공, 두 마리의 토끼를 모두 잡은 한 판이었다. 만일 패했다면 상대 전적 3전 전패의 치욕과 챔피언 벨트까지 넘겨줘야 하는 운명이었다.
2018년 5월 18일 Road FC 053 100만불 라이트급 토너먼트 최종전에서 튀니지 출신의 만수르 바르나위를 상대로 라이트급 3차 방어전을 치렀지만 바르나위에게 1라운드 3분 34초 만에 리어네이키드 초크에 의한 서브미션 패배를 당하고 말았다.

## 우승 및 공적

### Heat
- Heat 웰터급 챔피언 (2011년 / 획득 1회)

### 로드 FC
- 로드 FC 라이트급 챔피언 (2015년 ~ 현직 / 획득 1회, 방어전 2회)
- 로드 FC 어워즈 올해의 경기 (로드 FC 022 - vs. 이광희)
- 2016 로드 FC 어워즈 올해의 선수 & 기자단 선정 최고의 선수

## 종합격투기 전적
| 프로 종합격투기 전적 | 프로 종합격투기 전적 | 프로 종합격투기 전적 | 프로 종합격투기 전적 | 프로 종합격투기 전적 | 프로 종합격투기 전적 | 프로 종합격투기 전적 | 프로 종합격투기 전적 |
| -------------------- | -------------------- | -------------------- | -------------------- | -------------------- | -------------------- | -------------------- | -------------------- |
| 31 시합              | (T)KO                | 항복                 | 판정                 | 실격                 | 그 밖                | 비김                 | 무효                 |
| 21 승                | 10                   | 3                    | 8                    | 0                    | 0                    | 0                    | 0                    |
| 10 패                | 5                    | 1                    | 4                    | 0                    | 0                    | 0                    | 0                    |

| Res. | 누적 전적 | 상대              | 방식                         | 대회                                 | 날짜             | 라운드 | 시간  | 장소     | 비고                                                  |
| ---- | --------- | ----------------- | ---------------------------- | ------------------------------------ | ---------------- | ------ | ----- | -------- | ----------------------------------------------------- |
| 패   | 21-11-0   | 만수르 바르나위   | 서브미션 (리어네이키드 초크) | Road FC 053                          | 2018년 5월 18일  | 1      | 3:34  | 대한민국 | 라이트급 타이틀 3차 방어전 겸 100만불 토너먼트 최종전 |
| 승   | 21-10-0   | 사사키 신지       | TKO (파운딩)                 | Road FC 035                          | 2016년 12월 19일 | 1      | 3:35  | 대한민국 | 라이트급 타이틀 2차 방어전                            |
| 패   | 20-10-0   | 구와바라 기요시   | KO (펀치)                    | Road FC 031                          | 2016년 5월 14일  | 1      | 0:18  | 대한민국 | 무제한급 매치                                         |
| 승   | 20-9-0    | 이광희            | TKO (닥터스톱)               | Road FC 022                          | 2015년 3월 21일  | 3      | 1:12  | 대한민국 | 라이트급 타이틀 1차 방어전                            |
| 승   | 19-9-0    | 구메 다카스케     | 판정 (2-1)                   | Road FC 017                          | 2014년 8월 17일  | 3      | 5:00  | 대한민국 | 라이트급 타이틀 결정전                                |
| 승   | 18-9-0    | 지오바니 디니즈   | 서브미션 (리어네이키드 초크) | Road FC Korea 003: Korea vs. Brazil  | 2014년 4월 6일   | 3      | 2::47 | 대한민국 |                                                       |
| 승   | 17-9-0    | 모스타파 압둘라히 | 서브미션 (리어네이키드 초크) | Road FC Korea 001                    | 2014년 1월 18일  | 1      | 3:31  | 대한민국 |                                                       |
| 패   | 16-9-0    | 나카무라 코지     | KO (헤드킥 & 파운딩)         | Road FC 013                          | 2013년 10월 12일 | 2      | 3:08  | 대한민국 |                                                       |
| 패   | 16-8-0    | 에드워드 폴라양   | 판정 (0-3)                   | One FC: Champion vs. Champion        | 2011년 9월 3일   | 3      | 5:00  | 싱가포르 |                                                       |
| 승   | 16-7-0    | 도미오카 요시히로 | 판정 (3-0)                   | Deep 54 Impact                       | 2011년 6월 24일  | 3      | 5:00  | 일본     | -72 kg 계약체중 매치, 메인카드                        |
| 승   | 15-7-0    | 다무라 유키나리   | KO (니킥)                    | Heat 18                              | 2011년 6월 5일   | 1      | 0:31  | 일본     | 라이트급 매치                                         |
| 승   | 14-7-0    | 니이미 요시타로   | KO (니킥)                    | Heat 17                              | 2011년 3월 13일  | -      | -     | 일본     | 웰터급 타이틀 매치                                    |
| 승   | 13-7-0    | 로날드 준         | 서브미션 (리어네이키드 초크) | Heat 16                              | 2010년 9월 24일  | 2      | 4:43  | 일본     | 웰터급 타이틀 도전자 결정전                           |
| 승   | 12-7-0    | 광요우 닝         | 판정 (3-0)                   | Legend FC 3                          | 2010년 9월 24일  | 3      | 5:00  | 홍콩     |                                                       |
| 승   | 11-7-0    | 하라다 다다히로   | TKO (펀치)                   | Gladiator 9                          | 2010년 8월 21일  | 2      | 3:17  | 일본     |                                                       |
| 패   | 10-7-0    | 박정교            | KO (펀치)                    | DMF 2                                | 2010년 8월 1일   | 1      | -     | 대한민국 | -90 kg 계약체중 매치                                  |
| 패   | 10-6-0    | 이시카와 에이지   | 판정 (0-3)                   | Deep 48 Impact                       | 2010년 7월 3일   | 3      | 5:00  | 일본     |                                                       |
| 승   | 10-5-0    | 랍 빌             | 판정 (3-0)                   | Legend FC 2                          | 2010년 6월 24일  | 3      | 5:00  | 홍콩     |                                                       |
| 승   | 9-5-0     | 노아 빌라노에바   | KO (펀치)                    | Grachan - Grachan 4                  | 2010년 4월 10일  | 1      | 4:19  | 일본     |                                                       |
| 패   | 8-5-0     | 니이미 요시타로   | 판정 (1-2)                   | Heat - Heat 13                       | 2010년 3월 14일  | 3      | 5:00  | 일본     |                                                       |
| 승   | 8-4-0     | 도이 마사야       | 판정 (3-0)                   | Legend FC 1                          | 2010년 1월 11일  | 3      | 5:00  | 홍콩     |                                                       |
| 패   | 7-4-0     | 구니오쿠 기우마   | 판정 (0-3)                   | Sengoku: Fifth Battle                | 2008년 9월 28일  | 3      | 5:00  | 일본     |                                                       |
| 승   | 7-3-0     | 김도형            | 판정 (3-0)                   | Spirit MC 17                         | 2008년 6월 29일  | 3      | 5:00  | 대한민국 |                                                       |
| 승   | 6-3-0     | 다카아키 아오키   | 판정 (3-0)                   | Spirit MC 15                         | 2008년 3월 1일   | 3      | 5:00  | 대한민국 |                                                       |
| 패   | 5-3-0     | 나카무라 다이스케 | 서브미션 (암바)              | K-1 HERO's: HERO's 2007 in Korea     | 2007년 10월 28일 | 3      | 3:09  | 대한민국 |                                                       |
| 패   | 5-2-0     | 이광희            | TKO (펀치)                   | Spirit MC 12: Heavyweight GP Opening | 2007년 8월 19일  | 4      | 2:46  | 대한민국 | 웰터급 타이틀 매치                                    |
| 승   | 5-1-0     | 장덕영            | KO (니킥)                    | Spirit MC: Interleague 6: The Road   | 2007년 6월 17일  | 1      | 4:40  | 대한민국 | 웰터급 타이틀 도전자 결정전                           |
| 패   | 4-1-0     | 이광희            | KO (펀치)                    | Spirit MC: Interleague 5             | 2007년 3월 11일  | 1      | 2:24  | 대한민국 | 웰터급 타이틀 도전자 결정전                           |
| 승   | 4-0-0     | 제시 타이타노     | TKO (펀치)                   | FFCF 7: Locked and Loaded            | 2006년 12월 9일  | 1      | -     | 괌       |                                                       |
| 승   | 3-0-0     | 정진석            | KO (펀치)                    | Spirit MC 10: Welterweight GP Final  | 2006년 11월 4일  | 1      | 2:52  | 대한민국 | 웰터급 GP 파이널 리저브매치                           |
| 승   | 2-0-0     | 김형민            | TKO                          | Spirit MC: Interleague 4             | 2006년 8월 19일  | 1      | 1:11  | 대한민국 | 웰터급 토너먼트 16강전, 메인카드                      |
| 승   | 1-0-0     | 최승필            | TKO (펀치)                   | Neo Fight 6, Day 2                   | 2005년 10월 3일  | 2      | 1:50  | 대한민국 | 라이트급 매치, 메인카드                               |

## 킥복싱 전적
| 1 시합 | (T)KO | 판정 | 그 밖 | 비김 | 무효 |
| 0 승   | 0     | 0    | 0     | 0    | 0    |
| 1 패   | 0     | 1    | 0     | 0    | 0    |

| Res. | 누적 전적 | 상대   | 방식       | 대회         | 날짜           | 라운드 | 시간 | 장소     | 비고        |
| ---- | --------- | ------ | ---------- | ------------ | -------------- | ------ | ---- | -------- | ----------- |
| 패   | 0-1-0     | 권민석 | 판정 (0-3) | 무신(武神) 1 | 2009년 6월 7일 | 3      | 3:00 | 대한민국 | 웰터급 매치 |

## 같이 보기
- 로드 FC 챔피언 목록
- 현 로드 FC 선수 목록
- 로드 FC 역대 주요 선수 목록
- 로드 FC 기록 목록